# Pinax
« Pinakes » redirige ici. Pour l'ouvrage homonyme de Callimaque de Cyrène, voir Catalogue de la bibliothèque d'Alexandrie.
 (janvier 2018).
Si vous disposez d'ouvrages ou d'articles de référence ou si vous connaissez des sites web de qualité traitant du thème abordé ici, merci de compléter l'article en donnant les références utiles à sa vérifiabilité et en les liant à la section « Notes et références ».

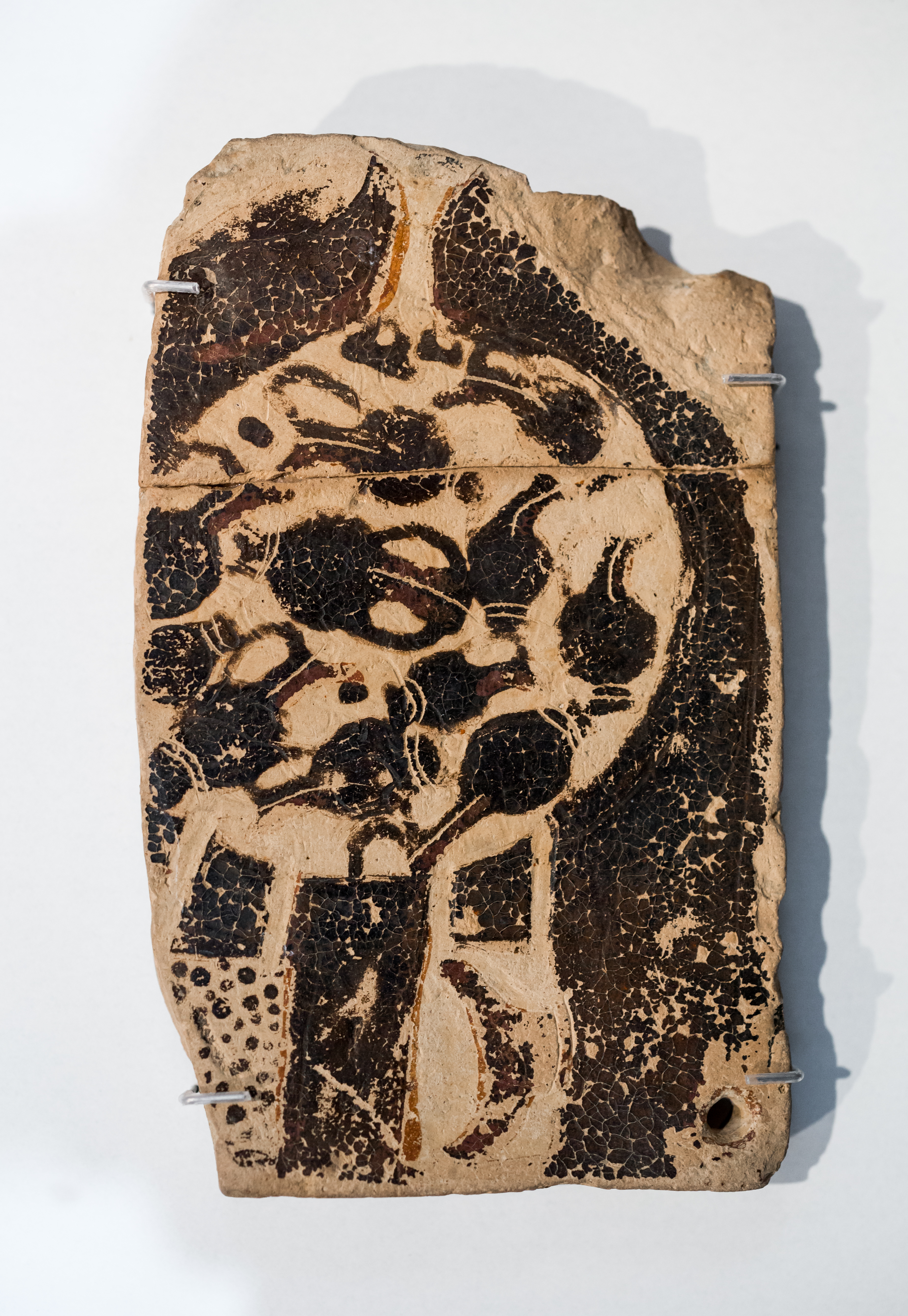
Pinax de figurant l'intérieur d'un four de potier, Altes Museum de Berlin.

Un pinax (en grec ancien πίναξ / pínax, « tableau » ; au pluriel pinakes, en grec ancien πίνακες / pínakes) est, en histoire de l'art et en archéologie de la Grèce antique, une tablette votive en bois peint, en terre cuite, en marbre ou en bronze, déposée dans une réserve ou dans une chambre funéraire.
On appelle aussi pinax, un type de plaque, dans les demeures romaines, disposée entre les pilastres des portiques ouverts sur l'extérieur. La face tournée vers l'intérieur de la galerie, du côté ombre, était traitée en faible relief, tandis que la face tournée vers l'extérieur, côté ensoleillé, était traitée en fort relief. Une telle plaque du Musée d'Archéologie Méditerranéenne qui représente des masques théâtraux de Ménades pourrait évoquer ainsi une expression en usage dans le milieu des épicuriens : « La vie est un théâtre », avec son côté vivant du côté ensoleillé, et la face tournée vers l'ombre, vers les ombres, au-delà de la mort. 

## Corpus découverts

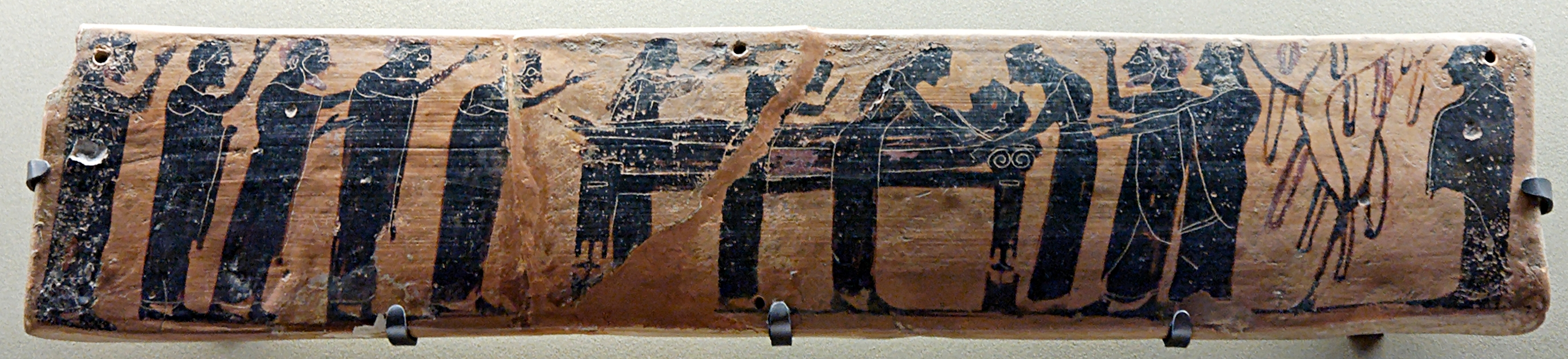
Pinax athénien figurant une prothésis, vers -560--550, musée du Louvre.

À Locri Epizefiri, en Grande-Grèce (dans le sud de l'Italie), des milliers de pinakes soigneusement enfouis ont été récupérés. La plupart d'entre eux proviennent du sanctuaire de Perséphone ou de celui d'Aphrodite.
Les pinakes de Penteskouphia, découverts sur le site du même nom (de) à proximité de Corinthe, constituent un autre grand groupe de plus de 1000 pinakes. Ils sont pour la plupart conservés initialement à l'Antikensammlung et actuellement dans l'Altes Museum de Berlin, quelques-uns se trouvant aussi au musée archéologique de l'ancienne Corinthe et au musée du Louvre. En plus des scènes religieuses habituelles, certaines d'entre elles montrent des représentations de potiers au travail.
Un petit groupe de fragments du cimetière du Céramique à Athènes est également conservé à Berlin, beaucoup ayant été réalisés par le peintre Exékias.